# Naroma
Naroma este un gen de molii din familia Lymantriinae.